# Autoroute 40 (Québec)
Die Autoroute 40 in der ostkanadischen Provinz Québec gehört teilweise zum Trans-Canada Highway-System. Sie ist die Fortführung des Ontario Highway 417 und hat eine Länge von 341 km.

## Streckenbeschreibung
Die Autoroute beginnt an der Grenze zur westlichen Nachbarprovinz Ontario und setzt den dortigen Highway 417 fort, sie ist damit Teil des Trans-Canada Highways. Wie alle Autoroutes in Québec ist auch dieser autobahnähnlich ausgebaut. Die Autoroute verläuft südlich des Ottawa Rivers bis Vaudreuil-Dorion. Dort trifft auf die Autoroute 40 die Autoroute 540, die eine Anbindung an die Autoroute 20 darstellt. Die Autoroute 40 führt mit der Pont de l’Île aux Tourtes über den Lac des Deux Montagnes und kommt so zur Millionenstadt Montréal.
Die Straße verläuft nördlich des Flughafens Montréal-Trudeau, östlich vom Flughafen kreuzt Autoroute 13. Im Stadtteil Saint-Laurent trifft die Autoroute 15 auf die 40 und verläuft über 4 km gemeinsam. Im Stadtteil Anjou kreuzt Autoroute 25, die ab diesem Abschnitt die Auszeichnung als Trans-Canada Highway Richtung Osten übernimmt. Die Strecke orientiert sich nun am Lauf des Sankt-Lorenz-Stroms und verläuft parallel zu dessen nördlichen Ufers. In Trois-Rivières kreuzt Autoroute 55 und hat für 3,5 km eine gemeinsame Streckenführung. Die Autoroute folgt weiter nach Nordosten und gelangt in die Provinzhauptstadt Québec. Diese wird nordwestlich umfahren, wieder am Sankt-Lorenz-Strom angelangt endet die Autoroute.

## Ausbauprojekte
Der Anschluss an den Flughafen Montréal-Trudeau soll modernisiert werden, das Projekt soll bis 2017 fertiggestellt werden.

## Olympische Sommerspiele 1976
Während den Olympischen Sommerspielen 1976 wurde auf der Autoroute 40 am 18. Juli das Mannschaftszeitfahren im Straßenradsport ausgetragen. Dabei wurde auf der 50 km lange Fairview Circuit errichtet, dessen Start und Ziel sich am CF Fairview Pointe Claire befand. Eine Stunde nach Ende des Rennens wurde die Straße wieder für den öffentlichen Verkehr freigegeben.